# 长孙绍远
长孙绍远（506年—565年）, 字师，河南洛阳人，北魏上党王长孙稚之子。

## 生平
长孙稚在寿春任扬州刺史时，长孙绍远时年十三。他记忆力惊人，有人拿《礼记月令》测试他，他只看一遍，马上背诵如流，被人所叹服。解褐司徒府参军事，除给事中直。后随父征讨河东、蜀、薛有功，封东阿县伯。
魏孝武帝西奔长安投靠宇文泰，长孙绍远与父亲兄弟跟随，大统元年，孝武帝即位后，转冠军将军，朱衣直阁，尝食典御，安城县侯，邑九百户。后拜司徒右长史，加车骑，太常卿。大统二年拜中书令，俄而袭父爵上党王，后例降为冯翊郡公。历任过四曹尚书，仪同三司，置佐开府散骑常侍、侍中，加骠骑，大行台，录尚书。
北周建立后，设立六官，长孙绍远任大司乐，随即改任礼部中大夫，复封上党郡公。寻拜京兆尹，历少保、小司空，出为河州刺史。政存简恕，百姓悦服。入为小宗伯。保定五年（565年）夏在泾州赵平乡去世，年六十。周武帝下诏追赠柱国大将军，郏、中、熊、邵、义五州诸军事，郏州刺史，谥曰献。长孙绍远精通礼乐，才华横溢，号称乐祖，死后配飨庙庭（入太庙共享祭祀）。有子长孙览。

## 墓志铭
长孙绍远墓志2010年出土于在陕西西安南郊高望村航天工地上，一同发掘的还有他的同父异母兄长孙子彦夫妻合葬墓。志石为正方形，宽57厘米长56厘米。志文23行，满行24字，楷书。

公讳绍远，河南洛阳人。司空定王之孙，太师文宣王之子也。自晋寓偏江，神祇乏祀，秦燕魅起，刘石虎斗，皇魏乘弊拯时，诛妖履极。公先以本枝得姓，佐命开家，既编言事，可得而略者矣。公感灵七纪，苞粹五山，背负青云，身搏赤气。襁解之岁，孝始人伦，巾冠之季，忠为令德。六艺悉穷于巧，百行无阨於过，故以口占河流，笔力泉涌。同韩宣之识礼，似季札之知音，公实体之，非文谈所至。释褐司徒府参军事，除给事中直。后就河东有功，封东阿县伯，转冠军将军，朱衣直阁，尝食典御，安城县侯，邑九百户。拜司徒右长史，加车骑，太常卿。大统初拜中书令，俄而袭爵上党王，冯翊郡公。时经三载，历四曹尚书，仪同三司，置佐开府散骑常侍、侍中，加骠骑，大行台，录尚书。逮周初受命位承官礼，册大司乐礼部，京兆尹，少保大将军，小司空，河州诸军事河州刺史，小宗伯。凡仕涉两朝，岁余一转，奉倩谢其公才，敬祖惭其鼎望。不幸遘疾，春秋有六十，以保定五年夏薨于泾州赵平乡。诏赠郏、中、熊、邵、义五州诸军事郏州刺史，谥曰献。粤以其年仲冬甲申窆于小陵原，附文宣王之兆帷。公虚衿屈己，悬桥解骖，驿在四郊，厨盈三列。风流藉甚，犹驭李膺之车，京师准的，竟置谢安之扇。居二八也，文德之宗，处四七也，武功之俊。至于四琏六瑚，中琴大鎛，朝谋蕃政，曲艺小道，弹压前哲，无德而言。方欲南登皓殿，东夷横岛，吕望之钺未委，周勃之萧己咽。四国无正，有悼华夷。公有子三人，保家伟世，内淹外朗，夙处清官，早骧高辂。以乘高渤澥，河度孟门，辽水浮棺，滦波浸冢，乃雕玄石，仰志泉扃。

寻赠柱国。

## 延伸阅读
[在维基数据编辑]
 《周書·卷26》，出自令狐德棻《周書》